# Château de Beaumont (Ille-et-Vilaine)
Pour les articles homonymes, voir Château de Beaumont.
Le château de Beaumont est un édifice de la commune de Mordelles, dans le département d’Ille-et-Vilaine en région Bretagne.

## Localisation
Il se trouve au centre du département et à l'est du bourg de Mordelles. 

## Historique
Le bâtiment principal du château date de 1686. 
Il est inscrit au titre des monuments historiques depuis le 20 mars 1995,.

## Architecture
Le corps de logis moderne est disposé à l'emplacement d'un château plus ancien. La chapelle était déjà présente à la fin du XIVe siècle. Deux pavillons sont ajoutés au XVIIIe siècle. Le jardin correspond à l'ancienne basse cour, il est accompagné d'une orangerie et d'une motte avec son fossé.